# Horné Chlebany
Horné Chlebany jsou obec na Slovensku v okrese Topoľčany, Leží asi 50 km severně od Nitry na silnici spojující Topoľčany s Partizánským. Žije zde 370 obyvatel.

## Geografie

### Poloha
Obec leží v severní části Nitranského kraje v centrální části sprašové Nitranské pahorkatiny na pravobřežní nivě a terase řeky Bebravy poblíž soutoku s řekou Nitrou, přibližně uprostřed mezi Tribečským a Inoveckým pohořím. Na severovýchodě se rozkládají Strážovské vrchy, kde pramení řeka Bebrava. Obec leží v nadmořské výšce v rozmezí 169–233 m, střed obce leží ve výšce 172 m n. m. Odlesněné území je tvořeno terciérními usazeninami, které jsou pokryté spraší a říčními štěrkopísky. Půdní typy jsou nivní a hnědozem.

### Využití půdy
Celková rozloha území obce je 3,79572 km², z toho v roce 2020 připadalo 91 % na zemědělskou půdu. Využití půdy (2020): 87 % orná půda, 2 % zahrady.
V roce 2023 připadalo 343,59 ha na zemědělskou půdu, z toho 331,65 ha byla orná půda, 7,70 ha zahrady a 4,24 ha travnaté plochy. Z nezemědělské půdy 25,10 ha byla zastavěná plocha a nádvoří a 6,80 ha připadalo na vodní plochu.

### Sousední obce
Obec  sousedí:
| Solčianky | Rajčany  | Rajčany           |
|           |          |                   |
|           | Krušovce | Chynorany, Bošany |

Sousední obec Chynorany na jihovýchodě má velmi krátkou hranici.

### Doprava
Obcí prochází silnice I/64 z Kormárna do Žilina a silnice III/1753 Solčianky – Bošany.

## Historie
První písemná zmínka o obci pochází z roku 1328, tehdy ještě pod původním názvem nerozdělené obce Halban, název je odvozován od pečení chleba. V roce 1381 nesla název Helben, v roce 1773 Horne Chlebany, v roce 1920 Horne Chlbany a od roku 1927Horné Chlebany, maďarsky Felsöhelbény. Původní majitelé byl rod Rajcsanům, od roku 1428 Krušovkovcům a později Zayovcům. V roce 1553 platila daň ze 4 port, v roce 1815 zde byly 3 domácnosti a v roce 1828 žilo 120 osob v 17 domech. Hlavní obživou bylo zemědělství. V meziválečném období byla víc než polovina obyvatel sezónní pracovníci. V roce 1925 byl rozparcelován velkostatek. Po druhé světové válce místní JRD, které vzniklo v roce 1950, převzal Krajský výzkumný ústav v Nitře a vnikla zde šlechtitelská stanice. V roce 1976 byla obec připojena k obci Rajčany. V roce 1989 se opět osamostatnila.

## Památky
- původně barokní kaštel z 18. století, přestavěný v 19. století
- kaplička Panny Marie z hory Karmel z roku 1728, přestavěná v letech 1936 až 1937 na rodinnou hrobku pánů Finkových a Motešických, v roce 1998 rekonstruována, v roce 2004 přístavba
- kamenná socha sv. Floriána z roku 1773, zrekonstruovaná v letech 2002 až 2003, před kapličkou. Socha je od roku 2003 kulturní památkou Slovenska.[10]